# San Jerónimo kommun, Colombia
San Jerónimo är en kommun i Colombia.   Den ligger i departementet Antioquía, i den nordvästra delen av landet, 270 km nordväst om huvudstaden Bogotá. Antalet invånare är 11 627. Arean är 155 kvadratkilometer.
Terrängen i San Jerónimo är kuperad åt sydväst, men åt nordost är den bergig.